# Ernest Sembol
Ernest Sembol, též Arnošt Sembol (27. července 1920 Karviná – 26. července 1973), byl menšinový aktivista, československý politik z českých zemí polské národnosti za Komunistickou stranu Československa a poúnorový poslanec Národního shromáždění ČSR. V letech 1968-1970 vedl Polský kulturně-osvětový svaz v Československu.

## Biografie
V mládí pracoval jako dělník v uhelných dolech, pak absolvoval učitelský ústav v Těšíně. Pracoval jako učitel v obci Lazy a později jako ředitel školy v Karviné. V roce 1947 se zapojil do činnosti Polského kulturně-osvětového svazu v Československu, jehož předsedou se stal 27. dubna 1968. Z funkce byl sesazen roku 1970 kvůli kritickému postoji k invazi vojsk Varšavské smlouvy do Československa. Měl pak problémy s nalezením práce a od roku 1971 působil jako učitel ve Fryštátu. V roce 1990 byl posmrtně rehabilitován.
Ve volbách roku 1954 byl zvolen za KSČ do Národního shromáždění ve volebním obvodu Český Těšín-Dolní Suchá. V parlamentu setrval až do konce funkčního období, tedy do voleb roku 1960. K roku 1954 se profesně uvádí jako ředitel polskojazyčné osmileté školy v Karviné.